# Steve Arnold
Steven Arnold (ur. 10 marca 1971 roku w Stroud) – brytyjski kierowca wyścigowy.

## Kariera
Arnold rozpoczął karierę w wyścigach samochodowych w 1991 roku od startów w klasie narodowej Brytyjskiej Formuły 3, gdzie czterokrotnie stawał na podium. Z dorobkiem 32 punktów uplasował się na czwartej pozycji w klasyfikacji generalnej. Rok później w tej samej serii był czwarty. W późniejszych latach pojawiał się także w stawce Formel 3 Vereinigung B-Cup, Niemieckiej Formuły 3, Brytyjskiej Formuły 2, Formuły 3000 oraz FIA Sportscar Championship.
W Formule 3000 Brytyjczyk wystartował podczas brytyjskiej rundy sezonu 1996 z brytyjską ekipą Edenbridge Racing. Nigdy jednak nie zdobył punktów. Został sklasyfikowany na 27 miejscu w końcowej klasyfikacji kierowców.